# Α-metilstirene
L'α-metilstirene (o AMS) è un composto organico aromatico avente formula bruta C9H10.
È un prodotto secondario della sintesi del cumene.
È un intermedio di reazione nella sintesi di plasticizzanti, resine e polimeri.